# Distrito de Tel Aviv
El distrito de Tel Aviv (en hebreo: מחוז תל אביב; en árabe: منطقة تل أبيب) es el más pequeño y el más densamente poblado de los seis distritos administrativos de Israel con una población de 1,2 millones de habitantes.
También es el único de los seis distritos que no limita con los Territorios Palestinos o cualquier frontera internacional, en lugar de eso está rodeado por el norte, este y sur por el distrito Central y al oeste con el mar Mediterráneo. La capital del distrito es Tel Aviv y de la zona metropolitana creada por Tel Aviv y sus ciudades vecinas se llama Gush Dan.

## Distrito de Tel Aviv

### Aldea juvenil
| Aldea juvenil | Hebreo     | Árabe         |
| ------------- | ---------- | ------------- |
| Mikvé Israel  | מקוה ישראל | ميكفه إسرائيل |

### Ciudades
| Ciudad         | Hebreo      | Árabe             |
| -------------- | ----------- | ----------------- |
| Bat Yam        | בת ים       | بات يام           |
| Bnei Brak      | בני ברק     | بني براك          |
| Giv'atayim     | גבעתיים     | جبعاتايم جفعاتايم |
| Herzliya       | הרצליה      | هرتسليا           |
| Jolón          | חולון       | حولون             |
| Or Yehuda      | אור יהודה   | أور يهودا         |
| Qiryat Ono     | קריית אונו  | كريات أونو        |
| Ramat Gan      | רמת גן      | رمات جان رمات غان |
| Ramat Hasharon | רמת השרון   | رمات هشارون       |
| Tel Aviv-Yafo  | תל-אביב-יפו | تل أبيب يافا      |

### Concejos locales
| Concejo local  | Hebreo     | Árabe       |
| -------------- | ---------- | ----------- |
| Azor           | אזור       | أزور        |
| Kfar Shmaryahu | כפר שמריהו | كفر شمرياهو |

### Kibutz
| Kibutz   | Hebreo  | Árabe      |
| -------- | ------- | ---------- |
| Glil Yam | גליל ים | بحر الجليل |